# Handelsmesse Ongwediva
Die Handelsmesse Ongwediva (englisch Ongwediva Annual Trade Fair, OATF) ist eine Handelsmesse in der nordnamibischen Stadt Ongwediva. Sie gilt nach der Windhoek Show als größte Messe des Landes.
Die Messe wird von der Stadtverwaltung Ongwedivas mit Unterstützung des Ministeriums für Handel und Industrie seit dem Jahr 2000 organisiert. Austragende Gesellschaft ist die stadteigene Namfair Pty Ltd. Die Messe findet alljährlich auf dem 94.965 Quadratmeter großen Ongwediva Trade Fair Centre statt.

## Statistiken
| Jahr | Aussteller                                 | Besucher                                   |
| ---- | ------------------------------------------ | ------------------------------------------ |
| 2002 |                                            | 38.797                                     |
| 2003 |                                            | 40.690 ▲                                   |
| 2004 |                                            | 43.134 ▲                                   |
| 2005 |                                            | 53.917 ▲                                   |
| 2006 |                                            | 61.446 ▲                                   |
| 2007 |                                            | 68.216 ▲                                   |
| 2008 |                                            | 74.067 ▲                                   |
| 2009 |                                            | 78.355 ▲                                   |
| 2010 |                                            | 91.565 ▲                                   |
| 2011 |                                            | 103.719 ▲                                  |
| 2012 | 450 ▲                                      | 92.715 ▼                                   |
| 2014 | 480 ▲                                      | 111.373 ▲                                  |
| 2015 |                                            | 100.918 ▼                                  |
| 2016 |                                            |                                            |
| 2017 |                                            |                                            |
| 2018 |                                            | 84.858                                     |
| 2019 |                                            | 75.000 ▼                                   |
| 2020 | aufgrund der COVID-19-Pandemie ausgefallen | aufgrund der COVID-19-Pandemie ausgefallen |